# USAG 하와이
USAG 하와이(United States Army Garrison Hawaii (USAG-HI))는 미국 육군의 주둔지 관리 사령부 중 하나이자, 미국 육군 시설관리사령부의 예속부대이다. 하와이주 휠러 육군 비행장에 본부를 두고 하와이 제도, 존슨 제도, 괌, 사이판섬, 콰잘레인 환초, 미국령 사모아에 있는 미국 육군의 시설을 관리한다.

## 역사
부대는 1910년 1월 1일에 캘리포니아 지부 산하의 하와이 관구로 설립되어, 이듬해 위싱턴의 전쟁부의 직할 보고 기관인 지부(Department)로 승격되었다. 초기에는 알렉산더 영 호텔에 본부를 두었다가, 1921년에 포트 샤프터를 영구적인 본부로 삼아 옮겼다. 같은 해 노란 H 글씨를 감싼 개성적인 붉은 오각형의 인식표를 부착받았다.
제2차 세계 대전에서 태평양 전쟁이 터지자, 시설 관리와 군수지원 기능도 떠맡게 되면서 하와이 지부 근무군으로 개편되었고, 1943년에 육군항만근무사령부로 재편성되었다. 1944년에 태평양 사령부, 총사령관 밑에서 작전통제를 받았다. 종전 후, 하와이 지부 본부는 1947년에 설립된 미국 태평양 육군(USARPAC) 본부에 흡수되었다.
한국 전쟁이 터지자, 1951년 3월 14일, 월터 히긴스 Jr. 중령 휘하의 하와이 보병훈련소(Hawaii Infantry Training Center (HITC))가 스코필드 막사에서 개설되었다. 처음 1,659명을 훈련시켜 제20대대를 편성하였고 1953년에 폐쇄할 때까지 약 22,500명을 훈련하였다. 
1957년에 시설 관리 기능을 분리하여 미국 하와이 육군(U.S. Army-Hawaii)이 설립되었고, 제25보병사단와 합쳐서 "미국 하와이 육군/제25보병사단" 연합본부로 재편성되었다. 하지만, 3년 뒤 1960년에 다시 둘로 나뉘었고, 미국 하와이 육군은 시설지원 역할을 인수했다.
베트남 전쟁의 종결에 따라 동원해제와 군대 축소조직으로 미국 태평양 육군이 해산하였다. 1973년 1월 1일, 미국 육군 하와이 지원사령부가 창설되어 스코필드 막사에서 본부를 두고 미국 하와이 육군의 후신 조직이자 선임본부의 역할을 맡아 시설 관리에 대응하였다. 1979년 미국 육군 서부사령부가 미국 하와이 지원사령부에서 창설되어 태평양 사령부의 육군근무구성사령부로 지정되고, 하와이 지원사령부로부터 하와이 주둔 부대의 통제권을 되돌려 받았다.
1992년 3월 1일, 육군부에서 제25보병사단, 제45군단지원단, 미국 육군 임시법집형사령부(이후의 하와이 헌병여단)을 편성하여 미국 하와이 육군을 재창설하였다. 하와이 지원사령관은 시설사령관으로 대채되었다.
1994년 1월 6일, 하와이 지원사령부가 USAG 하와이로 재편성되었다. 2002년 10월 1일에는 시설관리국이 설립되자, 태평양 지역 사무국으로 전속되었다. 2007년 10월 24일에 시설관리국이 사령부로 바뀌면서, 시설 관리 및 지원과 장병과 그들의 가족에 대한 복지지원 임무가 각 주둔지 사령부로 통합되었다.

## 계보
- 1910년 10월 25일, District of Hawaii
→하와이 관구
- 1911년 10월 1일, Department of Hawaii
→하와이 지구
- 1943년, Hawaiian Department Service Force
→하와이 지부 근무군
- 1943년, Army Port and Service Command (AP&SC)
육군항만근무사령부
- 1957년, United States Army-Hawaii
→미국 하와이 육군
- 1973년 1월 1일, United States Army Support Command-Hawaii (USASCH)
→미국 육군 하와이 지원사령부
- 1992년 3월 1일, United States Army-Hawaii
→미국 하와이 육군
- 1994년 1월 6일, United States Army Garrison Hawaii (USAG-HI)
→미국 육군 하와이 주둔지

## 참고
- “About of U.S. Army Garrsion Hawaii” (영어). USAG Hawaii. 2019년 6월 5일에 원본 문서에서 보존된 문서. 2018년 3월 9일에 확인함.
- “U.S. Army Garrison, Hawaii”. 《globalsecurity.org》 (영어). 2018년 3월 9일에 확인함.